# Bevil Rudd
Bevil Gordon D'Urban Rudd (Kimberley, 5 oktober 1894 – aldaar, 2 februari 1948) was een Zuid-Afrikaanse atleet, die zich had toegelegd op de lange sprint en middellange afstand. Hij nam eenmaal deel aan de Olympische Spelen en veroverde bij die gelegenheid zowel een gouden als een bronzen medaille.

## Biografie
Rudd was een kleinzoon van Charles Rudd, mede-oprichter van De Beers, de grootste diamantenproducent van de wereld. Hij was een uitstekend student en atleet. Hij kreeg een studiebeurs aan de Universiteit van Oxford. Hij diende in de Eerste Wereldoorlog en kreeg een Military Cross wegens zijn dapperheid.
Tijdens zijn sportieve loopbaan was 1920 Rudds meest succesvolle jaar. Op de Olympische Spelen van 1920 in Antwerpen won hij een gouden medaille op de 400 m, voor de Brit Guy Butler (zilver) en de Zweed Nils Engdahl (brons). Op de 800 m won hij een bronzen medaille achter de Brit Albert Hill en de Amerikaan Earl Eby. Ten slotte veroverde hij nog een zilveren medaille met zijn teamgenoten Harry Davel, Clarence Oldfield en Jack Oosterlaak op de 4 × 400 m estafette. Met een tijd van 3.24,2 eindigden ze achter het Britse (goud; 3.22,2) en voor het Franse team (brons; 3.24,8). Ook won hij dat jaar de open Britse kampioenschappen op zowel de 440 als de 880 yd en werd tot de atleet van het jaar verkozen. In 1921 verbeterde hij het wereldrecord op de 440 yd.
Hierna voltooide Rudd zijn studie en ging terug naar Zuid-Afrika, waar hij als sportjournalist werkte. In 1930 kreeg hij een baan bij de Britse krant The Daily Telegraph en emigreerde terug naar Londen. Deze baan behield hij tot het einde van de Tweede Wereldoorlog. Vervolgens keerde hij weer terug naar Zuid-Afrika en stierf kort hierna op 53-jarige leeftijd.

## Titels
- Olympisch kampioen 400 m - 1920
- Brits AAA-kampioen 440 yd - 1920
- Brits AAA-kampioen 880 yd - 1920

## Persoonlijke records
| Onderdeel | Prestatie | Jaar |
| --------- | --------- | ---- |
| 440 yd    | 48,3 s    | 1920 |
| 800 m     | 1.53,5    | 1920 |

## Palmares

### 400 m
- 1920:  OS - 49,6 s

### 440 yd
- 1920:  Britse AAA-kamp. - 49,2 s

### 800 m
- 1920:  OS - 1.53,7

### 880 yd
- 1920:  Britse AAA-kamp. - 1.55,8

### 4 × 400 m
- 1920:  OS - 3.24,2

1896: Thomas Burke ·
1900: Maxey Long ·
1904: Harry Hillman ·
1908: Wyndham Halswelle ·
1912: Charles Reidpath ·
1920: Bevil Rudd ·
1924: Eric Liddell ·
1928: Ray Barbuti ·
1932: Bill Carr ·
1936: Archie Williams ·
1948: Arthur Wint ·
1952: George Rhoden ·
1956: Charlie Jenkins ·
1960: Otis Davis ·
1964: Mike Larrabee ·
1968: Lee Evans ·
1972: Vince Matthews ·
1976: Alberto Juantorena ·
1980: Viktor Markin ·
1984: Alonzo Babers ·
1988: Steve Lewis ·
1992: Quincy Watts ·
1996: Michael Johnson ·
2000: Michael Johnson ·
2004: Jeremy Wariner ·
2008: LaShawn Merritt ·
2012: Kirani James · 
2016: Wayde van Niekerk · 
2020: Steven Gardiner · 
2024: Quincy Hall
- Bibliothèque nationale de France: cb166222265 (data)
- Virtual International Authority File: 316450737